# Station Karumo
Station Karumo (苅藻駅, Karumo-eki), is een metrostation in de wijk Nagata-ku in de Japanse stad Kōbe. Het wordt aangedaan door de Kaigan-lijn. Het station heeft twee sporen, gelegen aan een enkel eilandperron.  

## Treindienst

### Metro van Kobe
Het station heeft het nummer K08.
| 1 | ■ Kaigan-lijn | richting Wadamisaki en Sannomiya-Hanadokeimae |
| 2 | ■ Kaigan-lijn | richting Shin-Nagata                          |

## Geschiedenis
Het station werd in 2001 geopend. 

## Stationsomgeving
- Æon Nagata Minami Shopping Centre (winkelcentrum)
  - MOS Burger
  - Baskin-Robbins
- Hoofdkantoor van Mitsuboshi Belting
- Max Valu (supermarkt)
- Circle-K

Sannomiya-Hanadokeimae · Kyūkyoryūchi-Daimarumae · Minato Motomachi · Harborland · Chūō-Ichibamae · Wadamisaki · Misaki-Kōen · Karumo · Komagabayashi · Shin-Nagata